# Nidingr
Nidingr ist eine norwegische Black- und Death-Metal-Band aus Borre, die 1992 unter dem Namen Audr gegründet wurde.

## Geschichte
Die Band wurde im Jahr 1992 von dem Gitarristen Morten Bergeton „Teloch“ Iversen als Soloprojekt unter dem Namen Audr gegründet. Nach der Umbenennung in Nidingr und dem Hinzukommen des zweiten Gitarristen Stian „Blargh“ Hammeren wurde 1996 mit dem Sänger Walter Moen ein erstes Demo aufgenommen. Das italienische Label Hearse Records veröffentlichten diesen Tonträger auch, in einer Auflage von 500 Stück. Im Mai 1999 schloss sich ein weiteres Demo an, wobei hier Per Ivar Ederklepp am Schlagzeug und Audun „Svartedaudun“ am Bass zu hören sind. Nachdem Alf Almén aka Cpt. Estrella Grasa als Sänger zur Besetzung gekommen war, unterzeichnete die Gruppe im Jahr 2003 einen Plattenvertrag bei Rage of Achilles. Bei diesem Label veröffentlichte Nidingr allerdings nie einen Tonträger. Stattdessen erschien im Juni 2005 das Debütalbum Sorrow Infinite and Darkness bei Dark Essence Records. Danach stieß Anders Tørressen „Sabizz“ Hangård als Schlagzeuger dazu. Im August 2006 veröffentlichte Hearse Records die Kompilation Sodomize the Priest in einer Auflage von 500 Stück. Sowohl Audun als auch Hangård verließen die Gruppe. Im Dezember 2006 wurde eine neue Besetzung bekanntgegeben mit Tor Risdal „Seidemann“ Stavenes am Bass, während der Posten des Schlagzeugers von Hangård und dem US-Amerikaner Tony Laureano geteilt wurde. Im Jahr 2010 erschien das zweite Album Wolf-Dather bei Jester Records, dem sich 2012 über Indie Recordings Greatest of Deceivers und 2017 The High Heat Licks Against Heaven über Season of Mist zwei weitere Alben anschlossen. Letzteres Album war von Daniel Bergstrand produziert worden. In der Zwischenzeit war die Gruppe auch live aktiv. So war sie unter anderem 2011 auf dem Inferno Metal Festival Norway, auf der 2013er Kick-Off-Party dieses Festivals und 2015 auf dem Hellfest vertreten. 

## Stil
Andreas Schiffmann von musikreviews.de bezeichnete die Musik von Sorrow Infinite and Darkness als schnell gespielten Black Metal, in dem man mit „verhallten“ E-Gitarren einen „ungeheuer dichten Sound“ erzeuge. Auch seien die Songs geprägt von Dissonanzen. Der Gesang sei eher für den Death Metal typisch. In den melodischeren Abschnitte erinnere die Gruppe eher an Dissection und auch Elemente aus dem Thrash Metal würden verarbeitet. Die Songs seien im Durchschnitt rund fünf Minuten lang und seien rhythmisch abwechslungsreich. Auch sei der Einsatz eines Synthesizers zu vernehmen. Insgesamt könne man Gemeinsamkeiten zu Sacramentum, Vinterland oder frühen Emperor hören. Für Florian von Metal.de war Wolf-Father eine Mischung aus „Norsecore“, „modernem Black Metal mit diffusem Riffing und experimentellen Strukturen“, dem Death Metal entlehnten Elementen und sehr schnellen Blastbeats, die an Enslaveds Frost auf 45 Umdrehungen pro Minute erinnern würden. Auch fühlte er sich an Mayhem (Wolf’s Lair Abyss) zur mittleren Schaffensphase erinnert. Er empfahl das Album Fans dieser Gruppe sowie jenen von ov Hell oder der besseren Dark-Funeral-Alben. Wolf-Rüdiger Mühlmann vom Rock Hard schrieb in seiner Rezension zu Greatest of Deceivers, dass hierauf experimenteller Black Metal zu hören ist, der jedoch bis auf gute Ansätze und „entrückte Riffs“ nicht viel bieten könne. In einer späteren Ausgabe rezensierte Wolfgang Liu Kuhn The High Heat Licks Against Heaven und stellte auch fest, dass Ideen selten zu Ende gebracht werden. In den Liedern gebe es „unterkühlte[n] Industrial-Riffs“ und gebrüllten Gesang. Sebastian Schilling besprach das Album in der Ausgabe ebenfalls und machte am Klang der E-Gitarre klar, dass es hier alles gebe, was für norwegischen Black Metal typisch sei: Dissonanz, „klirrende Kälte“ und eine entfernte Verwandtschaft zum Rock. Insgesamt kreiere die Band eine eigenständige Mischung aus Black- und Death-Metal, die jedoch nicht eingängig sei.

## Diskografie
- 1996: Rehearsal 1996 (Demo, Eigenveröffentlichung)
- 1999: Demo '99 (Demo, Eigenveröffentlichung)
- 2005: Sorrow Infinite and Darkness (Album, Dark Essence Records)
- 2006: Sodomize the Priest (Kompilation, Hearse Records)
- 2010: Wolf-Father (Album, Jester Records)
- 2012: Greatest of Deceivers (Album, Indie Recordings)
- 2017: The High Heat Licks Against Heaven (Album, Season of Mist)